# زیر شش: معجزه در کوهستان
زیر شش: معجزه در کوهستان (به انگلیسی: Miracle on the Mountain) یک فیلم بقا و درام آمریکایی که در سال ۲۰۱۷ منتشر شد. به کارگردانی اسکات وا و نویسندگی مدیسون ترنر، بر اساس کتاب غیرداستانی شفاف مثل شیشه اثر اریک لمارک با بازی داوین سی. جاش هارتنت، میرا سوروینو، سارا دومونت و جیسون کوتل است و داستان واقعی بازیکن حرفه‌ای هاکی سابق اریک لمارک را روایت می‌کند که در طول یک طوفان شدید برف خود را در سیرا نوادا می‌بیند و باید از هوش و اراده‌اش برای زنده ماندن استفاده کند. این فیلم در ۱۳ اکتبر ۲۰۱۷ در ایالات متحده اکران شد.

## داستان
یک اسنوبردسوار ماجراجو در یک طوفان بزرگ زمستانی در کوه‌ها گم می‌شود و هیچ رابطه‌ای با انسانها ندارد و مجبور از همان‌طور که برای بقا تلاش می‌کند با تفکرات شیطانی خودش مبارزه کند…

## تولید
فیلمبرداری در مارس ۲۰۱۶ در یوتا آغاز شد.

## پاسخ انتقادی
در جمع‌آوری نقد راتن تومیتوز این فیلم بر اساس ۱۸ نقد، با میانگین امتیاز ۴٫۳ از ۱۰، با ۲۲٪ تأیید شده‌است. در متاکریتیک، فیلم بر اساس ۵ منتقد، میانگین وزنی ۴۰ از ۱۰۰ امتیاز را به دست آورده‌است که نشان دهنده «نقدهای مختلط یا متوسط» است.